# Siti (König)
Siti war ein König des christlichen, nubischen Königreiches von Dotawo, der um 1330 regierte.
Siti wird in zwei Dokumenten, die sich in Edfu in Oberägypten fanden, als König von Dotawo genannt. Er erscheint auch in Dokumenten aus Qasr Ibrim. Zwei altnubische Inschriften mit seinem Namen wurden neuerdings auf einer Wand in der Kirche von Banganarti entdeckt. Eine der Inschriften nennt den Hofstaat des Herrschers, wie den Epirshil des Königs, Herr der Älteren, Herr der Statthalter, Herr der Brüder, Thegna und Tot. Die Bedeutung dieser Ämter ist unbekannt.